# Mihai Țurcan
Mihai Țurcan (Bălți, 20 agosto 1989) è un calciatore moldavo, attaccante svincolato.

## Carriera

### Club
Ha giocato nella massima serie del campionato moldavo con varie squadre.

### Nazionale
Il 7 giugno 2014 esordisce con la nazionale moldava nell'amichevole Camerun-Moldavia (1-0).

## Palmarès

### Club

#### Competizioni nazionali
- Coppa di Moldavia: 1

Tiraspol: 2012-2013